# Arrival (Journey)
Arrival è l'undicesimo album discografico in studio del gruppo musicale rock statunitense Journey, pubblicato nel 2001 negli Stati Uniti e nel 2000 in Giappone.

## Il disco
Il disco è stato registrato presso gli Avatar Studios di New York tra il 1999 e il 2000.
Si tratta del primo disco realizzato con il nuovo vocalist Steve Augeri, sostituto di Steve Perry e con il batterista Deen Castronovo, che invece ha preso il posto di Steve Smith.

## Tracce
La tracklist è relativa all'edizione statunitense (2001).
1. Higher Place – 5:10 (Jack Blades, Neal Schon)
2. All the Way – 3:35 (N. Schon, Jonathan Cain, Taylor Rhodes, Steve Augeri)
3. Signs of Life – 4:54 (N. Schon, J. Cain, Elizabeth Cain)
4. All the Things – 4:24 (N. Schon, J. Cain, Andre Pessis)
5. Loved by You – 4:03 (J. Cain, Tammy Hyler, Kim Tribble)
6. Livin' to Do – 6:25 (N. Schon, Matt Schon, J. Cain, Tribble)
7. World Gone Wild – 6:00 (Blades, N. Schon, J. Cain)
8. I Got a Reason – 4:20 (Blades, N. Schon, J. Cain)
9. With Your Love – 4:25 (Schon, J. Cain, E. Cain)
10. Lifetime of Dreams – 5:29 (N. Schon, J. Cain, Tribble)
11. Live and Breathe – 5:15 (N. Schon, J. Cain, Augeri)
12. Nothin' Comes Close – 5:41 (N. Schon, J. Cain, Augeri)
13. To Be Alive Again – 4:22 (J. Cain, Augeri, Tribble, Eric Bazilian)
14. Kiss Me Softly – 4:48 (Blades, N. Schon, Augeri)
15. We Will Meet Again – 5:06 (N. Schon, Augeri, Tribble)

## Formazione
- Steve Augeri - voce
- Neal Schon - chitarra, cori
- Jonathan Cain - tastiere, cori
- Ross Valory - basso, cori
- Deen Castronovo - batteria, cori